# Tijgerhaai

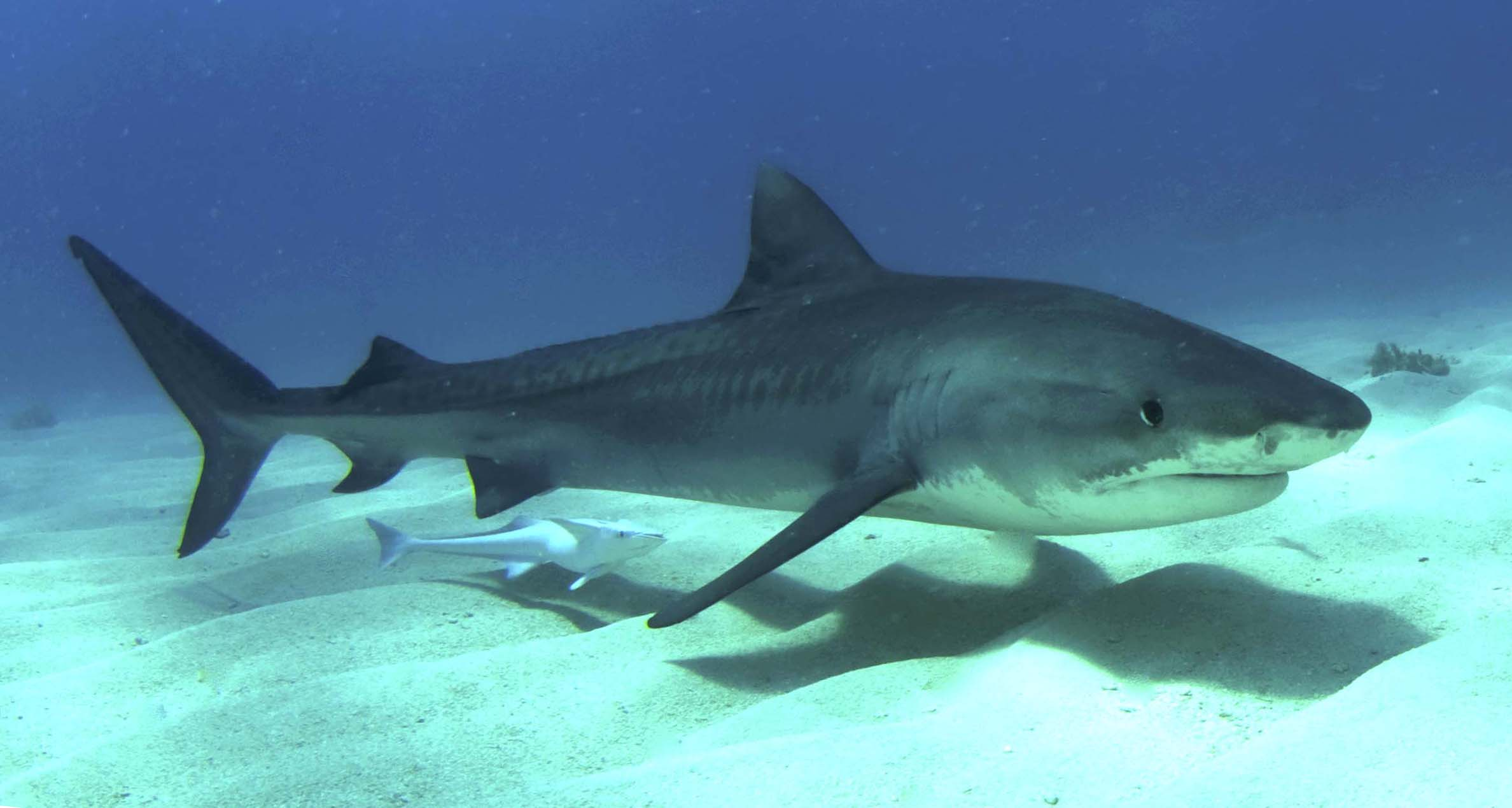
Jonge tijgerhaai uit de Bahama's

De tijgerhaai (Galeocerdo cuvier) is een grote haaiensoort die zijn naam dankt aan zijn gestreepte rug en flanken. De tijgerhaai is een vleeseter en een van de weinige haaien die gevaarlijk is voor mensen.
De naam Galeocerdo is een samenstelling van Oudgrieks γαλεός (galeos), 'haai' en κερδώ (kerdō), 'vos'. Hij is het enige lid van het geslacht Galeocerdo uit de familie Galeocerdonidae. De soortaanduiding cuvier verwijst naar de bioloog Georges Cuvier.

## Uiterlijke kenmerken
De tijgerachtige strepentekening op rug en flanken is vooral bij jonge exemplaren te zien, en vervaagt naarmate de haai ouder wordt. Het strepenpatroon is een vorm van camouflage die ook wel disruptieve kleuring wordt genoemd, waarbij de contouren van de haai tegenover de achtergrond vervagen. De buik is wit en achter het oog bevindt zich een speciaal spiraalvormig kieuworgaan dat zuurstof naar ogen en brein vervoert.
De tijgerhaai is het grootste lid van de familie van requiemhaaien. De maximale lengte is ongeveer 5,5 meter; uitschieters kunnen nog groter worden, maar zijn zeldzaam. Deze haaien hebben allen een knipvlies (een membraan dat over de ogen kan bewegen), twee rugvinnen, een aarsvin en vijf kieuwspleten. De tijgerhaai heeft daarbij een opvallend korte en stompe snuit. De haai heeft een uitstekend reuk- en gezichtsvermogen en kan elektrische velden detecteren.

## Verspreidingsgebied
Het verspreidingsgebied van de tijgerhaai betreft de tropische en subtropische, wat warmere en gematigde zeeën. Incidenteel komt men weleens een tijgerhaai tegen in de Middellandse Zee en de Noordzee; dit zijn echter geen belangrijke, permanente verblijfsgebieden voor deze soort. Tegenwoordig vermoeden sommige wetenschappers dat verschillende zeedieren - waaronder de tijgerhaai - hun leefgebied aan het uitbreiden zijn wegens klimaatveranderingen, golfstroomveranderingen en overbevissing in hun leefgebieden. Dit zou dus een reden kunnen zijn dat deze soort tegenwoordig in de twee laatstgenoemde Europese zeeën sporadisch gesignaleerd wordt.

## Voortplanting
De tijgerhaai paart eenmaal in de drie jaar. Voortplanting vindt plaats door interne bevruchting. De haai is de enige soort in zijn familie die ovovivipaar is; de eieren worden intern uitgebroed, waarna de jongen als embryo's levend ter wereld komen. De mannetjeshaai brengt bij de bevruchting met zijn geslachtsorgaan (claspers) het sperma in de genitale opening van het vrouwtje (cloaca). Tijdens de paring wordt het vrouwtje met de tanden vastgehouden. Veel vrouwtjes dragen hierdoor littekens op rug en flanken. De jongen brengen 16 maanden in de moederbuik door, waarbij het nest kan variëren van 10 tot 80 jongen. De pasgeboren tijgerhaai varieert in grootte tussen 50-75 centimeter. Na ongeveer 10 jaar is de haai volwassen. Het is nog onbekend hoe oud tijgerhaaien worden: een schatting is 20 jaar.

## Voedsel
De tijgerhaai jaagt meestal 's nachts en eet bijna elk dier dat in zijn buurt komt. Hij heeft een enorme bijtkracht waarmee hij zelfs de schilden van schildpadden kan kraken. De haai leeft voornamelijk van vissen, zeevogels, schildpadden, andere haaien, inktvissen en zeehonden.
De tijgerhaai trekt duizenden kilometers per jaar, maar lijkt toch een soort netwerk van goede foerageergebieden te onthouden die hij regelmatig bezoekt.

## Relatie tot de mens
De tijgerhaai wordt samen met de witte haai en stierhaai beschouwd als de haaiensoorten die voor de mens het gevaarlijkst zijn. Volgens het ISAF zijn in de periode tussen 1958 en 2022 een aantal van 142 niet uitgelokte aanvallen geteld, waarvan 39 met dodelijke afloop. Algemeen kan opgemerkt worden dat het risico van een verwonding door een aanval van een haai statistisch gezien zeer laag is, als men het vergelijkt met de kans op bijvoorbeeld letsel opgelopen door een verkeersongeval, natuurramp, of zelfs een aanval van een hond. In bepaalde gebieden zoals de Bahama's zijn tijgerhaaien een attractie geworden voor onderwaterfotografen.